# Љупче Жугић
Љупче Жугић (рођен 22. септембра 1952. године) је бивши југословенски кошаркаш. Играо је за кошаркашки клуб Црвена звезда од 1967. до 1979. године. Са КК Црвена звезда освојио првенство Југославије у сезони 1971/72. и Куп Купова 1974. године.
За репрезентацију Београда, као капитен, је играо на 6 утакмица на предолимпјиском турниру у Софији 1984. године. Активно бављење кошарком завршио у ОКК Београд 1986. године.
Завршио Факултет политичких наука смер журналистика у Београду. По завршетку кошаркашке каријере радио као новинар у листу „Новости 8“. У Југословенском комбинату „Спорт“ радио као директор маркетинга и развоја, заменик генералног директора. Био је директор КК Беобанка у периоду од 1995. до 1998. године.
У оквиру предузећа „ЕП 2005", које је испред Кошаркашког савеза Србије и Црне Горе организовало Европско првенство у Београду 2005. године, био је помоћник директора за такмичење.
Од стране Кошаркашког савеза Србије постављен за директора Европског првенства за јуниорке - Нови Сад (29.06. 8.07.2007. године) и директор Светског првенства за младе играче до 19. година - Нови Сад (12.07. 22.07.2007. године). На Олимпијади младих у Београду (EYOF) (јул 2007) постављен за спортског директора такмичења у кошарци.
Љупче Жугић је ожењен Снежаном Крстић са којом има два сина: Александра Крстића (1982) и млађег Војина Жугића (1995), који је пошао очевим стопама - игра кошарку у кошаркашком клубу Радивој Кораћ.